# Hadena albolimbata
Hadena albolimbata là một loài bướm đêm trong họ Noctuidae.